# Ян-Карл Распе
Ян-Карл Ра́спе (нім. Jan-Carl Raspe; нар. 24 липня 1944, Зеефельд-ін-Тіроль, Остмарка, Німецька імперія — пом. 18 жовтня 1977, в'язниця Штаммгайм, Штутгарт, Федеративна Республіка Німеччина) — західнонімецький терорист, один із лідерів ліворадикальної терористичної організації «Фракція Червоної Армії» (RAF).

## Життєпис
Народився 24 липня 1944 року в Зеефельді-ін-Тіролі на окупованій Німеччиною території Австрії. В дитинстві Распе описували як м'якого, але з труднощами у спілкуванні з іншими людьми. Через смерть батька ще до народження дитини, Распе та його двох старших сестер виховували мати і дві тітки.
До 1961 року проживав на території Східного Берліну, проте під час зведення Берлінської стіни перебрався до західної частини міста і залишився там жити у родичів. У 1963 році Распе завершив навчання і вступив до Берлінського вільного університету, де вивчав хімію і соціологію.
У 1967 році вступив до Соціалістичної німецької студентської спілки і долучився до створення «Комуни 2». Закінчивши навчання в університеті, Распе переїхав до своєї подруги Маріанни Герцог, що дружила з Ульрікою Майнгоф.

### Терористична діяльність
У 1970 році Распе приєднався до «Фракції Червоної армії» (нім. Rote Armee Fraktion — RAF), також відомої як «Група Баадера-Майнгоф». Він володів навичками в технічних областях, був техніком організації і, ймовірно, виготовляв бомби для терористичних актів. 
У 1972 році Распе був причетний до п'яти терактів із використанням вибухівки, які члени RAF назвали «травневим наступом». Серед них підрив штабу 5-го корпусу збройних сил США у Франкфурті 11 травня 1972 року, а також серія вибухів в поліцейських установах в Аугсбурзі та Мюнхені. 15 травня того ж року внаслідок вибуху важко поранено дружину судді Федерального суду Вольфганга Будденберга, що сіла в його автомобіль, а 24 травня стався вибух у штабі 7-ї армії США в Гайдельберзі. Внаслідок терактів чотирьох людей було вбито і понад 70 поранено. 
Распе також був причетний щонайменше до одного пограбування банку в Берліні і крадіжки документів у Штутгарті.

### Арешт і смерть
1 червня 1972 року разом з Андреасом Баадером і Гольгером Майнсом Распе поїхав перевірити гараж у Франфурті, де вони зберігали матеріали для виготовлення запалювальних пристроїв. Однак як тільки Распе під'їхав до гаража, група була блокована поліцією. Майнс і Баадер опинилися в приміщенні і були оточені, але Распе, що залишився біля машини, відкрив вогонь з пістолета і спробував втекти, але безрезультатно. Він був спійманий у сусідньому саду, а Майнс і Баадер заарештовані незабаром після цього.
Распе доправили до спеціально збудованого крила суворого режиму в'язниці Штаммгайм. Суди над ним та іншими членами RAF відбувалися у нещодавно збудованій багатофункціональній залі.
Всупереч звичайним тюремним правилам, ув'язнені терористи, як жінки, так і чоловіки, розміщувалися на одному поверсі, але в окремих камерах. Під час «вільної години» ув'язнені мали можливість користуватися загальним тюремним двором. Їм дозволялося користуватися програвачами платівок, радіоприймачами й іноді телевізорами, їм також видавали сотні журналів і книг.
Незважаючи на порівняно легші умови утримання, терористам вдалося, зокрема за допомогою голодування, створити у громадськості враження, що їх ізолюють і катують. Вони представили себе жертвами системи правосуддя і домоглися широкої хвилі солідарності. Замість того щоб дозволити незалежну звітність про умови утримання у в'язницях, система правосуддя продовжувала ізолювати злочинців, тим самим підтримуючи таким чином міф про тортури в одиночних камерах.
Виступаючи в суді, Распе назвав державного обвинувача, генерального прокурора Німеччини Зігфріда Бубака, організатором убивства у в'язниці Ульріки Майнгоф, однієї з лідерів RAF, у травні 1976 року. За кілька днів Бубака було вбито членами організції, які залишилися на волі.
28 квітня 1977 року Распе було засуджено до довічного ув'язнення.
Друге покоління RAF намагалося звільнити членів своєї організації шляхом терактів. Так, у 1975 році в Стокгольмі члени RAF захопили заручників у посольстві Німеччини. У 1977 році терористи викрали і згодом вбили президента Федерального союзу асоціацій роботодавців Німеччини Ганса-Мартіна Шлейєра, а також захопили пасажирський літак «Ландсхут». Цими діями RAF намагалася змусити керівництво країни звільнити Распе та інших терористів, однак федеральний уряд під керівництвом Гельмута Шмідта не пішов на поступки.
В ніч проти 18 жовтня 1977 року західнонімецький спецпідрозділ GSG 9 штурмував захоплений терористами літак і звільнив усіх заручників. Дізнавшись про це, Ян-Карл Распе, Гудрун Енслін і Андреас Баадер тієї ж ночі наклали на себе руки у своїх камерах. Распе і Баадер застрелилися з пронесених до в'язниці адвокатом пістолетів, Енслін повісилася за допомогою кабелю від гучномовця, а Ірмгард Меллер, єдина учасниця RAF, що вижила в ту ніч, завдала собі кілька ударів у груди вкраденим столовим ножем. Вона пережила спробу самогубства і відтоді заявила, що смерті інших терористів були не самогубствами, а позасудовими стратами, вчиненими тодішнім урядом Західної Німеччини, що рішуче заперечувалося як колишнім, так і нинішнім урядами Німеччини.
Незважаючи на протести, обербургомістр Штутгарта Манфред Роммель розпорядився поховати Баадера, Енслін і Распе у спільній могилі на кладовищі Дорнхальден. Панахида відбулася 27 жовтня 1977 року. Дерев'яні труни привезли на цвинтар лише незадовго до поховання, при цьому нікому не сказавши, в якій труні чиє тіло.

## Увічнення пам'яті
У 1984 році третє покоління «Фракції Червоної армії» створило «Групу Яна-Карла Распе» (нім. Kommando Jan Raspe), названу на знак солідарності і в пам'ять про нього. 18 грудня того ж року група припаркувала автомобіль, начинений вибухівкою, перед військовою академією в Обераммергау, де проходили підготовку кадри для об'єднаного штабу НАТО. За заявою RAF, акція була направлена на убивство військових, але автомобіль викликав підозру і бомба була знешкоджена.